# Mellem lys og skygge
|  | Denne artikel er oprettet af botten PalnaBot ud fra en ekstern database. Den kan derfor have sproglige fejl eller mangler. Denne skabelon kan fjernes efter kontrol af indholdet. |

Mellem lys og skygge er en eksperimentalfilm instrueret af Lars Johansson efter manuskript af Jens Christian Grøndahl, Lars Johansson.

## Handling
KØBENHAVN. En mand og en kvinde. Hun mærker hans blik. De tilbringer sommeraftenen, natten og morgenen sammen. De oplever byen gennem dragningen mod hinanden. Filmen er en poetisk undersøgelse af det erotiske fortolket gennem det topografiske - og omvendt. Billederne er mandens blik på kvinden, på byen. Manden og kvinden taler om blikket, om mødet, byen.